# Kryptobörse
Eine Kryptobörse (auch Kryptowährungsbörse; englisch crypto exchange) bzw. ein Kryptohandelsplatz ist ein Unternehmen, das es Kunden ermöglicht, Kryptowährungen oder digitale Währungen gegen andere Vermögenswerte wie herkömmliches Fiatgeld oder andere digitale Währungen zu tauschen. Kryptobörsen können Kreditkartenzahlungen, Überweisungen oder andere Formen der Zahlung im Austausch gegen digitale Währungen oder Kryptowährungen akzeptieren. Eine Kryptobörse kann ein Market Maker sein, der in der Regel die Geld-Brief-Spannen als Transaktionsprovision für seine Dienstleistung nimmt oder als Matching-Plattform einfach Gebühren erhebt.
Einige Broker, die sich auch auf andere Vermögenswerte wie Aktien konzentrieren, wie Robinhood und eToro, ermöglichen es Benutzern, Kryptowährungen zu kaufen, aber nicht in Krypto-Wallets abzuheben. Spezielle Kryptobörsen wie Binance und Coinbase erlauben jedoch Abhebungen von Kryptowährungen.

## Tätigkeitsfelder
Eine Kryptobörse kann in der Regel Kryptowährungen an die persönliche Krypto-Wallet eines Nutzers senden. Einige können Guthaben in digitaler Währung in anonyme Prepaid-Karten umwandeln, die zum Abheben von Geld an Geldautomaten weltweit verwendet werden können, während andere digitale Währungen durch reale Güter wie Gold gedeckt sind.
Die Schöpfer digitaler Währungen sind in der Regel unabhängig von den digitalen Währungsbörsen, die den Handel mit der Währung erleichtern. Bei einer Art von System sind Anbieter digitaler Währungen (DCP) Unternehmen, die Konten für ihre Kunden führen und verwalten, aber im Allgemeinen keine digitalen Währungen direkt an diese Kunden ausgeben. Die Kunden kaufen oder verkaufen digitale Währungen von digitalen Währungsbörsen, die die digitale Währung auf das DCP-Konto des Kunden überweisen oder von diesem abheben. Einige Börsen sind Tochtergesellschaften von DCP, aber viele sind rechtlich unabhängige Unternehmen. Der Nennwert der auf DCP-Konten geführten Gelder kann eine echte oder fiktive Währung sein.
Eine digitale Währungsbörse kann ein stationäres Geschäft oder ein reines Online-Geschäft sein. Als stationäres Unternehmen tauscht sie herkömmliche Zahlungsmittel und digitale Währungen um. Als Online-Geschäft tauscht sie elektronisch übertragenes Geld und digitale Währungen um. Häufig operieren die digitalen Währungsbörsen außerhalb der westlichen Länder, um Regulierung und Strafverfolgung zu vermeiden. Sie handeln jedoch mit westlichen Fiat-Währungen und unterhalten Bankkonten in mehreren Ländern, um Einzahlungen in verschiedenen Landeswährungen zu ermöglichen. Dezentrale Börsen wie Etherdelta, IDEX und HADAX lagern die Gelder der Nutzer nicht auf der Börse, sondern ermöglichen den Peer-to-Peer-Handel mit Kryptowährungen. Dezentrale Börsen sind resistent gegen Sicherheitsprobleme, die andere Börsen betreffen, leiden aber seit Mitte 2018 unter geringen Handelsvolumina.

## Geschichte

### 2004–2008 Vor der Krypto-Regulierung
Im Jahr 2004 schlossen drei in Australien ansässige Unternehmen, die digitale Währungen tauschten, nach einer Untersuchung durch die Australian Securities and Investments Commission (ASIC) freiwillig ihren Betrieb. Die ASIC war der Ansicht, dass die angebotenen Dienstleistungen rechtlich eine australische Finanzdienstleistungslizenz erforderten, die die Unternehmen nicht besaßen.
Im Jahr 2006 wurde das in den USA ansässige Unternehmen für den Austausch digitaler Währungen Gold Age Inc, ein Unternehmen aus dem Bundesstaat New York, vom US-Geheimdienst geschlossen, nachdem es seit 2002 tätig war. Die Betreiber Arthur Budovsky und Vladimir Kats wurden angeklagt, von ihren Wohnungen aus ein illegales digitales Währungsumtausch- und Geldüberweisungsgeschäft betrieben und mehr als 30 Millionen Dollar auf digitale Währungskonten überwiesen zu haben. Die Kunden legten nur einen begrenzten Identitätsnachweis vor und konnten Gelder an jeden in der ganzen Welt überweisen, wobei die Gebühren manchmal 100.000 Dollar überstiegen. Budovsky und Kats wurden 2007 zu fünf Jahren Gefängnis verurteilt, „weil sie sich an dem Geschäft der Geldübermittlung ohne Lizenz beteiligt hatten, was einen Verstoß gegen das staatliche Bankengesetz darstellt“, und erhielten schließlich eine fünfjährige Bewährungsstrafe.
Im April 2007 wies die US-Regierung die E-Gold-Verwaltung an, etwa 58 E-Gold-Konten zu sperren, die The Bullion Exchange, AnyGoldNow, IceGold, GitGold, The Denver Gold Exchange, GoldPouch Express, 1MDC (eine auf E-Gold basierende digitale Goldwährung) und anderen gehörten, und zwang G&SR (Eigentümer von OmniPay), die beschlagnahmten Vermögenswerte zu liquidieren.
Einige Wochen später wurden gegen E-Gold vier Anklagen erhoben.

### 2008–2014 Aufkommen der Kryptowährung
Nach der Einführung der dezentralen Kryptowährung Bitcoin im Jahr 2008 und der anschließenden Einführung anderer Kryptowährungen wurden viele virtuelle Plattformen speziell für den Austausch von dezentralen Kryptowährungen geschaffen. Ihre Regulierung unterscheidet sich von Land zu Land.
Im Juli 2008 änderte WebMoney seine Regeln, was sich auf viele Börsen auswirkte. Seitdem ist es verboten, WebMoney in die beliebtesten E-Währungen wie E-Gold, Liberty Reserve und andere umzutauschen.
Ebenfalls im Juli 2008 akzeptierten die drei Direktoren von E-gold einen Vergleich mit der Staatsanwaltschaft und bekannten sich in einem Fall der „Verschwörung zur Geldwäsche“ und in einem Fall des „Betriebs eines nicht lizenzierten Geldübermittlungsunternehmens“ schuldig. E-gold stellte 2009 den Betrieb ein.
2013 untersuchte Jean-Loup Richet, Forschungsstipendiat an der ESSEC ISIS, in einem Bericht für das Büro der Vereinten Nationen für Drogen- und Verbrechensbekämpfung neue Geldwäschetechniken, die von Cyberkriminellen eingesetzt werden. Eine gängige Methode der Cyber-Geldwäsche bestand darin, einen digitalen Währungsumtauschdienst zu nutzen, der Dollar in Liberty Reserve umwandelte und anonym gesendet und empfangen werden konnte. Der Empfänger konnte die Liberty Reserve-Währung gegen eine geringe Gebühr wieder in Bargeld umtauschen. Im Mai 2013 wurde der digitale Währungsumtauschdienst Liberty Reserve geschlossen, nachdem der mutmaßliche Gründer, Arthur Budovsky Belanchuk, und vier weitere Personen in Costa Rica, Spanien und New York „unter der Anklage der Verschwörung zur Geldwäsche und der Verschwörung und des Betriebs eines nicht lizenzierten Geldübermittlungsgeschäfts“ verhaftet worden waren. US-Staatsbürger und eingebürgerter Costa Ricaner, wurde im Zusammenhang mit der Gold Age-Razzia 2006 verurteilt. Mehr als 40 Millionen Dollar an Vermögenswerten wurden bis zur Beschlagnahmung zurückgehalten, und mehr als 30 Liberty Reserve Exchange Domain-Namen wurden beschlagnahmt. Schätzungen zufolge hat das Unternehmen 6 Milliarden Dollar an kriminellen Erträgen gewaschen.

### 2014 bis heute
Im Februar 2014 setzte Mt. Gox, die damals größte Kryptobörse, den Handel aus, schloss seine Website und seinen Börsendienst und beantragte in Japan Insolvenzschutz vor Gläubigern. Im April 2014 leitete das Unternehmen ein Liquidationsverfahren ein. Dies war das Ergebnis eines umfangreichen Diebstahls von Bitcoins, die im Laufe der Zeit, beginnend Ende 2011, direkt aus dem Hot Wallet von Mt. Gox gestohlen wurden.
Im Dezember 2021 rief die MyCryptoWallet-Börse Insolvenzverwalter auf den Plan.
Im Juni 2022 leitete die US-Wertpapier- und Börsenaufsichtsbehörde eine Untersuchung gegen Binance als Unternehmen und nicht gegen die Kryptoprodukte ein, mit denen es handelte.
Am 11. November 2022 meldete FTX, zu diesem Zeitpunkt die drittgrößte Kryptobörse nach Volumen und einem Wert von 18 Milliarden US-Dollar, beim US-Gerichtssystem Konkurs an, nachdem die Kryptobörse eine „Liquiditätskrise“ beschrieben hatte. Die finanziellen Auswirkungen des Zusammenbruchs gingen über den unmittelbaren FTX-Kundenstamm hinaus, wie berichtet wurde, während Führungskräfte der Finanzindustrie auf einer Reuters-Konferenz sagten, dass „die Regulierungsbehörden eingreifen müssen, um Krypto-Investoren zu schützen.“ Die Technologieanalystin Avivah Litan kommentierte das Kryptowährungsökosystem dahingehend, dass „alles in Bezug auf die Benutzererfahrung, die Kontrollen, die Sicherheit und den Kundenservice dramatisch verbessert werden muss“. Am 13. Dezember 2022 wurde FTX-Gründer und CEO Sam Bankman-Fried, nachdem er von den Bahamas ausgeliefert worden war, angeklagt.

## Rechtliches
Bis 2016 erhielten mehrere Kryptobörsen, die in der Europäischen Union tätig sind, Lizenzen gemäß der EU-Zahlungsdiensterichtlinie und der EU-E-Geld-Richtlinie. Die Angemessenheit solcher Lizenzen für den Betrieb einer Kryptobörse wurde nicht gerichtlich geprüft. Der Europäische Rat und das Europäische Parlament haben angekündigt, dass sie Verordnungen erlassen werden, um strengere Regeln für Börsenplattformen aufzuerlegen.
Nach deutschem Recht sind Kryptobörsen als multilaterale Handelssysteme im Sinne des § 1 Abs. 1a S. 2 Nr. 1b KWG strukturiert. Multilaterale Handelssysteme fallen unter den (geregelten) Freiverkehr nach § 48 BörsG. Eine vergleichbar strenge Regulierung wie man sie von Wertpapierbörsen kennt, gibt es bei Kryptobörsen (oder daher besser Kryptohandelsplätzen) nicht.
Im Jahr 2018 legte die US-Börsenaufsichtsbehörde Securities and Exchange Commission (SEC) fest, „wenn eine Plattform den Handel mit digitalen Vermögenswerten anbietet, bei denen es sich um Wertpapiere handelt und als „Börse“ im Sinne der Bundeswertpapiergesetze betrieben wird, dann muss sich die Plattform bei der SEC als Wertpapierbörse national registrieren oder von der Registrierung befreit sein“. Die Commodity Futures Trading Commission erlaubt nun den öffentlichen Handel mit Kryptowährungsderivaten.
Unter den asiatischen Ländern ist Japan entgegenkommender und die Vorschriften schreiben vor, dass eine spezielle Lizenz der Finanzdienstleistungsbehörde für den Betrieb einer Kryptobörse erforderlich ist. Während Australien seine endgültigen Regelungen zur Kryptowährung noch nicht bekannt geben muss, müssen seine Bürger ihre digitalen Vermögenswerte für die Kapitalertragsteuer offenlegen.

## Kryptobörsen (Auswahl)
- Binance
- Bitfinex
- Bitstamp
- Coinbase
- Crypto.com
- Kraken